# Georgia Guidestones
Georgia Guidestones był to granitowy monument typu megalitycznego, który znajdował się w hrabstwie Elbert w stanie Georgia, w Stanach Zjednoczonych od 1980 do 2022 roku. Monument miał 5.87 m wysokości i składał się z sześciu granitowych płyt o łącznej wadze 107,840 kg. Budowla ta była często nazywana „amerykańskim Stonehenge”. Twórcy monumentu wierzyli, że w przyszłości nastąpi społeczna, nuklearna lub ekonomiczna katastrofa i chcieli, aby monument służył jako przewodnik dla ludzkości w nowym świecie, który powstanie po jej wystąpieniu. Monument - kontrowersyjny już od momentu powstania - stał się ostatecznie przedmiotem teorii spiskowych, które twierdziły, że ma związek z satanizmem.
Kamienna budowla została znacznie uszkodzona o poranku 6 lipca 2022 roku, czego powodem było podłożenie materiałów wybuchowych przez wandala, a gruz i odłamki kamieni zostały usunięte tego samego dnia przez lokalny samorząd. Pod koniec lipca burmistrz Elberton Daniel Graves ogłosił plany odbudowy monumentu. W sierpniu Rada Komisarzy Hrabstwa Elbert zagłosowała za przekazaniem pozostałości monumentu Stowarzyszeniu Granitowemu Elberton i zwróceniu 2 ha ziemi, na której wzniesiono monument, jego poprzedniemu właścicielowi.

## Historia

### Budowa
W czerwcu 1979 roku mężczyzna posługujący się pseudonimem Robert C. Christian zwrócił się do Elberton Granite Finishing Company w imieniu „niewielkiej grupy lojalnych Amerykanów” i zlecił wykonanie konstrukcji. Christian wyjaśnił, że kamienie będą pełnić funkcję kompasu, kalendarza oraz zegara i powinny być w stanie wytrzymać kataklizmy. Według doniesień mężczyzna używał pseudonimu w odniesieniu do religii chrześcijańskiej. Christian powiedział, że chciał zbudować granitowy monument, który mógłby rywalizować z brytyjskim neolitycznym monumentem Stonehenge, który zainspirował go po wizycie w tym miejscu. Dodał jednak, że choć Stonehenge robi wrażenie, nie ma w nim żadnego przesłania.
Joe Fendley z Elberton Granite uważał, że Christian jest „wariatem” i próbował go zniechęcić, przedstawiając cenę prowizji, która była kilkakrotnie wyższa niż cena jakiegokolwiek projektu, jakiego firma podjęła się wcześniej i wyjaśniając, że budowa kamieni przewodnich będzie wymagała dodatkowych narzędzi i konsultantów. Ku zaskoczeniu Fendleya Christian zaakceptował tę wycenę.
Podczas ustalania płatności Christian twierdził, że reprezentuje grupę, która planowała budowę kamieni przewodnich od 20 lat i chce zachować anonimowość. Christian powiedział, że wybrał hrabstwo Elbert ze względu na obfitość lokalnego granitu, wiejski charakter krajobrazu, łagodny klimat i rodzinne więzi z tym regionem. Całkowity koszt projektu nie został ujawniony, ale wyniósł ponad 100 000 USD (ok. 1 680 000 PLN na rok 2023, uwzględniając inflację).
Christian dostarczył model kamieni w skali wraz z dziesięcioma stronami specyfikacji. Działkę o powierzchni 2 ha Christian kupił od lokalnego właściciela farmy. Właścicielowi i jego dzieciom przyznano dożywotnie prawo do wypasu bydła na terenie Guidestones. Monument znajdował się przy drodze stanowej Georgia nr 77, około 11,27 km na północ od miasta Elberton.
22 marca 1980 roku monument został odsłonięty przez kongresmena Douga Barnarda w obecności publiczności liczącej od 200 do 300 osób. Podczas odsłonięcia Mistrz Ceremonii odczytał przesłanie do zgromadzonej publiczności:

Aby uniknąć debaty, my, sponsorzy Georgia Guidestones, mamy proste przesłanie dla ludzi, teraz i na przyszłość. Wierzymy, że nasze zasady są solidne i muszą opierać się na własnych zaletach.

Rzekome oświadczenie sponsorów Georgia Guidestones

W późniejszym czasie Christian przekazał własność ziemi i kamieni hrabstwu Elbert. W 1981 roku wokół monumentu wzniesiono ogrodzenie z drutu kolczastego, aby odstraszyć bydło, które używało go jako drapaka.
Mężczyzna przedstawiający się jako Robert Christian opublikował książkę zatytułowaną Common Sense Renewed (Odnowiony zdrowy rozsądek) (1986), w której opisał ideologię kamieni przewodnich. Autor napisał:

Jestem pomysłodawcą Georgia Guidestones i jedynym autorem napisów. W tworzeniu pomnika pomagało mi wielu innych amerykańskich obywateli. Nie mamy żadnych tajemniczych celów ani ukrytych motywów. Szukamy zdroworozsądkowych dróg do pokojowego świata, bez uprzedzeń do konkretnych wyznań czy filozofii.

"Robert Christian" (1986)

Fendley twierdził, że monument stanie się regionalną atrakcją turystyczną. W 2022 r. odnotowano 20 000 odwiedzających rocznie.
Dark Clouds Over Elberton: The True Story of the Georgia Guidestones (2015) to film dokumentalny, który rzekomo ujawnia prawdziwą tożsamość Roberta Christiana. Twórcy filmu dokumentalnego twierdzą, że przeprowadzili dochodzenie i przesłuchali bankiera, który brał udział w finansowych ustaleniach dotyczących budowy monumentu.

### Reakcje
Monument budził kontrowersje jeszcze przed jego odsłonięciem. Niektórzy mieszkańcy określali jego budowę jako „dzieło diabła”. Lokalny duchowny ostrzegł, że miejsce to odwiedzą „grupy okultystyczne” i że wkrótce ma zostać złożona ofiara. W artykule magazynu Wired z 2009 r. odnotowano również, że piaskarz Charlie Clamp spędził setki godzin na trawieniu, podczas których „nieustannie rozpraszała go dziwna muzyka i niespójne głosy”.
W 2008 roku kamienie zostały zdewastowane farbą w sprayu i ozdobione graffiti z hasłami takimi jak „Śmierć Nowemu Porządkowi Świata”. Czasopismo Wired nazwało zniszczenie „pierwszym poważnym aktem wandalizmu w historii kamieni milowych”. We wrześniu 2014 r. pracownik wydziału utrzymania hrabstwa Elbert skontaktował się z Federalnym Biurem Śledczym, gdy kamienie zostały zdewastowane graffiti zawierającym frazę: „Jestem Izydą, boginią miłości”. Po aktach wandalizmu na terenie obiektu zainstalowano kamery bezpieczeństwa.

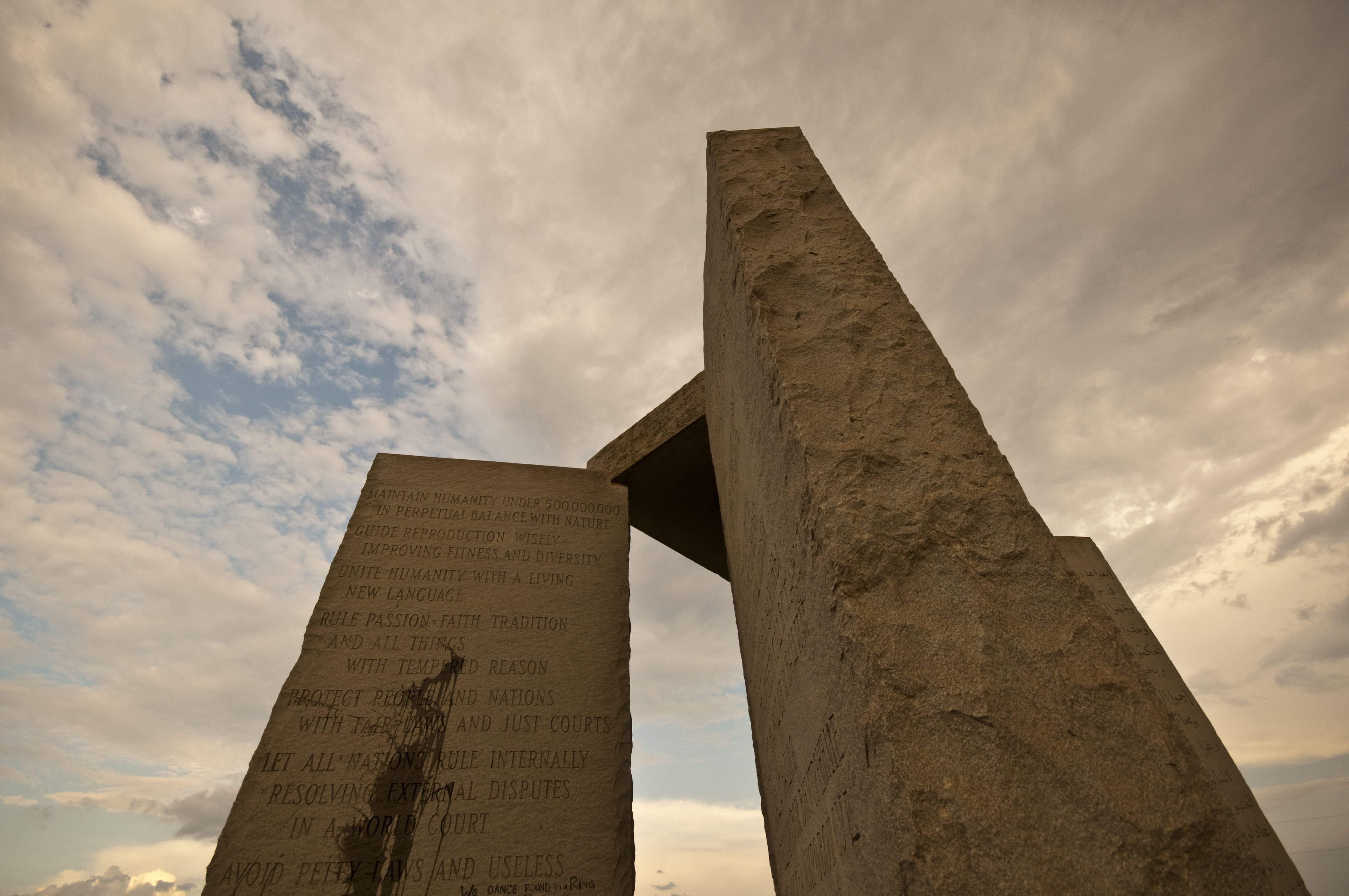
Kamienie Guidestones zostały zdewastowane również w 2009 roku.

Kandiss Taylor, kandydatka w prawyborach Partii Republikańskiej na gubernatora Georgii w 2022 r., w reklamie wyborczej nazwała monument „szatańskim”. W swoim programie wyborczym postulowała usunięcie monumentu.

### Zniszczenie
6 lipca 2022 r. na terenie budowy doszło do eksplozji ładunku wybuchowego, który zniszczył płytę w języku suahili/hindi i spowodował znaczne uszkodzenia kamienia wieńczącego. Mieszkańcy okolicy słyszeli i czuli eksplozje około godziny 4:00. Nagranie z monitoringu uchwyciło pojazd odjeżdżający z miejsca zdarzenia, a policja zbadała incydent. Według Biura Śledczego Georgii (GBI) pozostałe kamienie zostały zdemontowane przez władze ze względów bezpieczeństwa tego samego dnia przy użyciu koparkoładowarki. Gazeta Elberton Star podała, że wykopaliska nie dostarczyły żadnych dowodów na to, że pod Georgia Guidestones kiedykolwiek znajdowała się kapsuła czasu.

#### Następstwa
Biuro szeryfa hrabstwa Elbert przeprowadziło dochodzenie w sprawie zamachu bombowego przy wsparciu GBI. Wieczorem w dniu zamachu bombowego GBI opublikowało nagranie pokazujące zarówno eksplozję, jak i pojazd odjeżdżający z miejsca zdarzenia na chwilę przed wybuchem. Nie ujawniono publicznie żadnego motywu i nie wskazano żadnego podejrzanego. 14 lipca 2022 r., a następnie 25 lipca 2022 r. GBI przekazało aktualizację, nie odnotowując żadnego znaczącego postępu w sprawie od czasu zamachu bombowego. Prokuratorzy zasugerowali, że ponieważ kamienie były utrzymywane przez powiat, uważa się je za budynek publiczny i w związku z tym ich zniszczenie wiązałoby się z karą pozbawienia wolności wynoszącą co najmniej 20 lat.
Pod koniec lipca 2022 r. burmistrz Elberton Daniel Graves powiedział, że miasto planuje odbudować monument odwzorowując oryginał, dodając: „Właśnie się przygotowujemy i jesteśmy podekscytowani odbudową. To się stanie. Może nam to zająć od sześciu miesięcy do roku, ale to zrobimy”. 8 sierpnia 2022 r. rada miasta Elberton zagłosowała za wszczęciem postępowania prawnego w celu zwrotu 2 ha ziemi na której zbudowano monument jego poprzedniemu właścicielowi, lokalnej farmie. Rada miasta ogłosiła, że pozostałości monumentu, które ze względów bezpieczeństwa zostały przeniesione w inne miejsce, zostaną przekazane Stowarzyszeniu Elberton Granite Association. Zarówno stowarzyszenie Elberton Granite Association, jak i rada miasta Elberton wyraziły wątpliwości co do możliwości odbudowania monumentu, wyraziły jednak nadzieję, że pewnego dnia będzie to możliwe.

## Opis

### Napisy na monumencie

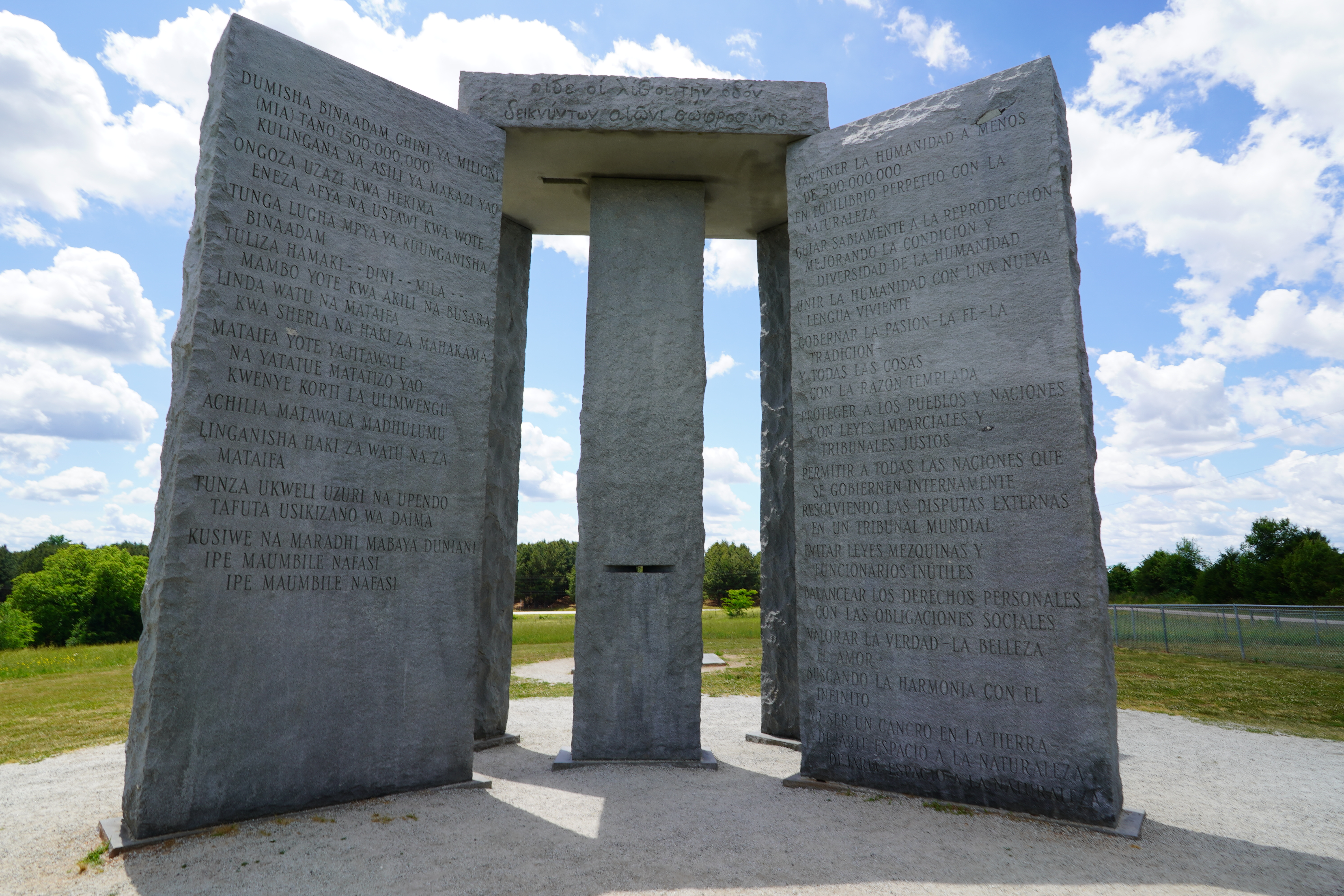
Napisy rozmieszczone na kamieniach

Na Georgia Guidestones wyryto wiadomość składającą się z zestawu dziesięciu wytycznych lub zasad w ośmiu różnych językach, po jednym języku na każdej ścianie czterech dużych, pionowych kamieni. Poruszając się zgodnie z ruchem wskazówek zegara wokół konstrukcji od północy, tymi językami były angielski, hiszpański, suahili, hindi, hebrajski, arabski, chiński i rosyjski. Wybrano te języki, ponieważ reprezentowały one większość ludzkości, z wyjątkiem hebrajskiego, który wybrano ze względu na jego związek z judaizmem i chrześcijaństwem.
Według sponsorów monumentu napisy mają służyć jako wskazówka dla ludzkości, jak chronić przyrodę po wojnie nuklearnej, którą twórcy uznali za bezpośrednie zagrożenie. Napisy poruszały cztery główne tematy: „rządzenie i ustanowienie rządu światowego, kontrola populacji i reprodukcji, środowisko i związek ludzkości z naturą oraz duchowość”.
Napisy głoszą:

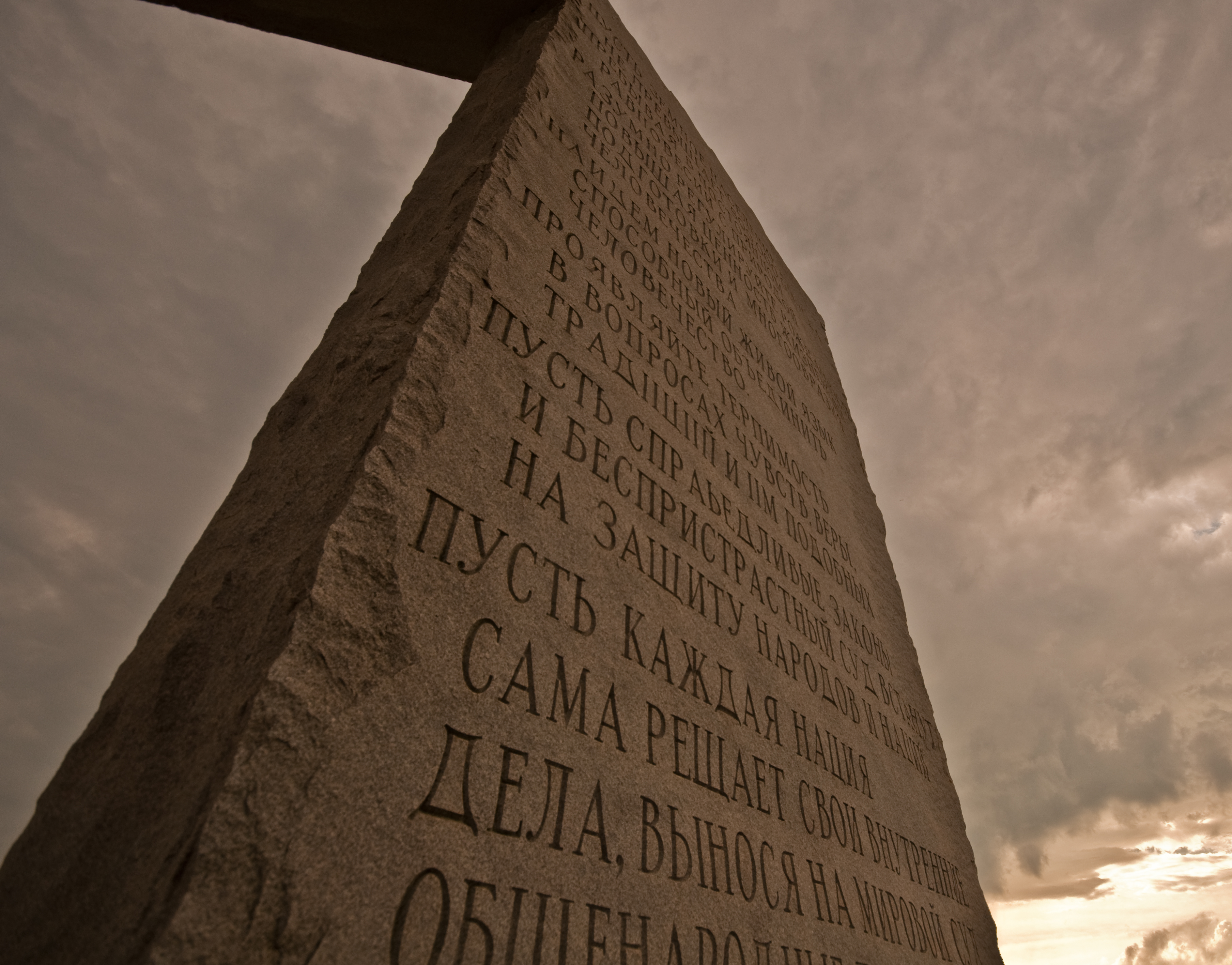
Napisy w cyrylicy

- Utrzymać populację ludzką poniżej 500 000 000 w ciągłej równowadze z naturą.
- Kieruj rozrodem rozważnie – popraw kondycję i różnorodność.
- Zjednocz ludzkość przy pomocy nowego, żywego języka.
- Rządźcie namiętnością, wiarą, tradycją i wszystkim, co ujarzmione, rozumem.
- Chrońmy ludzi i narody za pomocą sprawiedliwych praw i sprawiedliwych sądów.
- Niech wszystkie narody rządzą się swoimi prawami, a spory zewnętrzne rozstrzygają w sądzie światowym.
- Unikaj drobnych praw i bezużytecznych urzędników.
- Zrównoważ prawa osobiste z obowiązkami społecznymi.
- Nagradzaj prawdę – piękno – miłość – szukaj harmonii z nieskończonością.
- Nie bądź rakiem Ziemi – Zostaw miejsce naturze – Zostaw miejsce naturze.

### Tabliczka objaśniająca

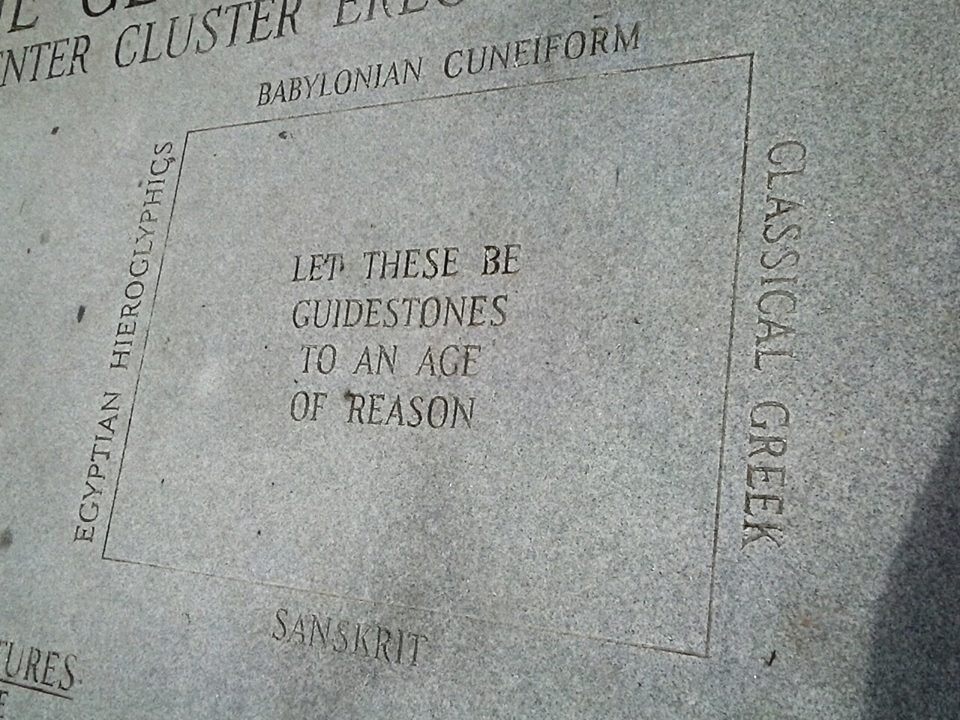
Obok kamieni umieszczono tabliczkę z objaśnieniami

Kilka metrów na zachód od monumentu ustawiono dodatkową granitową półkę, wyrównaną z podłożem. Na tabliczce opisano konstrukcję i języki, w których napisano napisy, a także wymieniono różne fakty dotyczące rozmiaru, wagi i cech astronomicznych kamieni, datę jej zainstalowania, a także sponsorów projektu. Wspominała o kapsule czasu zakopanej pod tablicą, ale miejsca przeznaczone do wpisania dat umieszczenia oraz otwarcia tejże kapsuły były puste, więc nie ma pewności, czy kapsuła czasu kiedykolwiek została umieszczona na miejscu. Podczas usuwania monumentu w lipcu 2022 r. urzędnicy powiatowi sprawdzili miejsce pod tablicą, aby sprawdzić, czy znajduje się tam kapsuła czasu, ale niczego nie znaleźli.
Tekst tabliczki objaśniającej był nieco niespójny pod względem interpunkcji, a także zawierał błędnie napisane słowo „pseudonim”. W transkrypcji zachowano oryginalną pisownię, interpunkcję i podziały wierszy (bez zmiany wielkości liter). Na środku górnej części tabliczki widniał napis:

Georgia Guidestones

Środkowy element wzniesiony 22 marca 1980 r.

Tuż pod nim znajdował się obrys kwadratu, wewnątrz którego widniał napis:

Niech to będą drogowskazy do Wieku Rozumu

Na krawędziach kwadratu umieszczono tłumaczenia na cztery starożytne języki, po jednym na każdej krawędzi. Zaczynając od góry i idąc zgodnie z ruchem wskazówek zegara, były to: pismo babilońskie (pismem klinowym), greka klasyczna, sanskryt i starożytny egipski (hieroglifami).

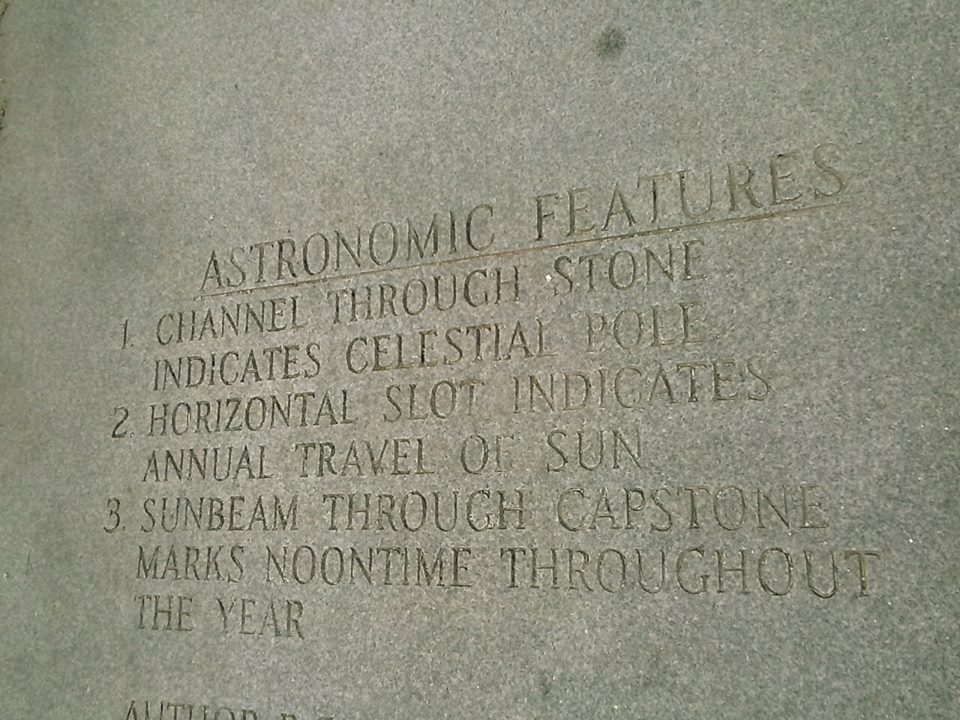
„Cechy astronomiczne” kamieni przewodnich

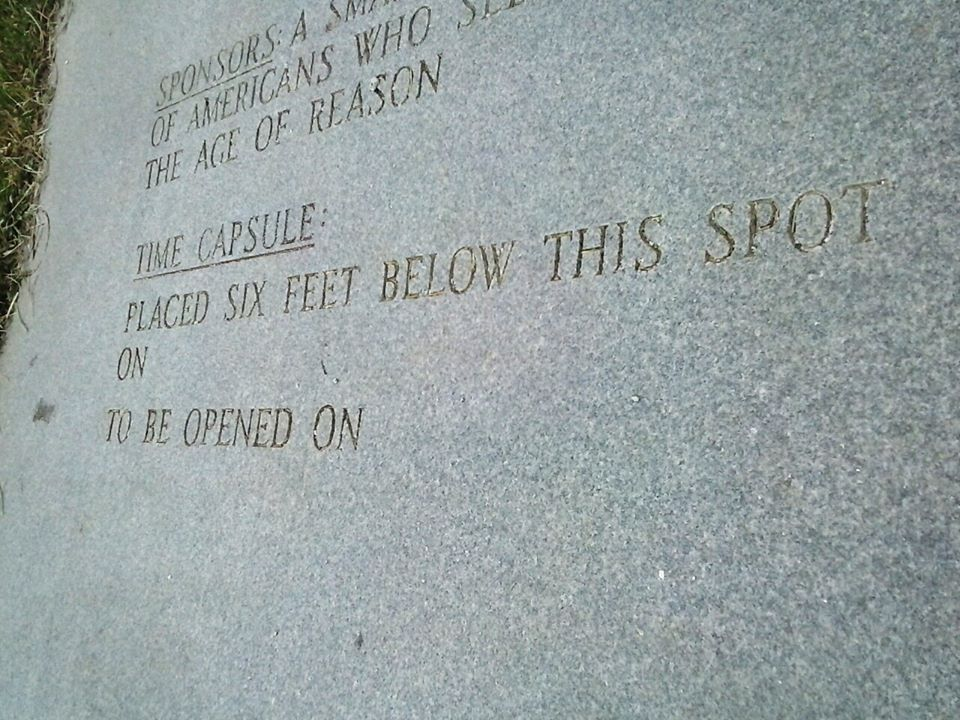
Nieoznaczone datą instrukcje dotyczące kapsuły czasu na tym stanowisku

Po lewej stronie tabletu znajdowała się kolumna tekstu:

Cechy astronomiczne

1. Kanał przez kamień

wskazuje biegun niebieski

2. Pozioma szczelina wskazuje

roczną podróż słońca

3. Promień słońca przechodzący przez kamień węgielny

oznacza południe przez cały

roku
Autor: R.C. Christian

(pseudonim)
Sponsorzy: Niewielka grupa

Amerykanów, którzy szukają

Wieku Rozsądku
Kapsuła czasu

Umieszczona 1,83 m poniżej tego miejsca

W dniu

Do otwarcia w dniu

Słowa wyglądały tak, jak pokazano pod nagłówkiem kapsuły czasu; nie było wygrawerowanych dat.

### Parametry fizyczne
Po prawej stronie tabletu znajdowała się kolumna tekstu (dodano przeliczenia metryczne):

1. WYSOKOŚĆ CAŁKOWITA - 5,87 m.
2. WAGA CAŁKOWITA - 107 840 kg.
3. Cztery główne kamienie mają wysokość 4,98 m, a każdy z nich waży średnio 19 249 kg.
4. KAMIEŃ CENTRALNY ma 4,98 m wysokości i waży 9 506 kg.
5. KAMIEŃ PRZYKRYWAJĄCY DŁUGOŚĆ 2,95 m, WYSOKOŚĆ 1,98 m; GRUBOŚĆ 0,48 m. WAGA 11 264 kg.
6. KAMIENIE WSPORCZE (PODSTAWY) DŁUGOŚĆ 2,24 m, WYSOKOŚĆ 0,61 m, GRUBOŚĆ 0,41 m, KAŻDY WAŻY ŚREDNIO 2 211 kg.
7. KAMIEŃ WSPORCZY (PODSTAWA) DŁUGOŚĆ 1,28 m, SZEROKOŚĆ 0,66 m, GRUBOŚĆ 0,48 m. WAGA 1 228 kg.
8. 26,9 m³ GRANITU.
9. GRANIT WYCIĄGNIĘTY Z KAMIENICY PYRAMIDOWEJ POŁOŻONEJ 5 km NA ZACHÓD OD ELBERTON W GEORGII.

### Języki Guidestone
Pod dwiema kolumnami tekstu widniał napis „GUIDESTONE LANGUAGES” (JĘZYKI GUIDESTONE), a pod nim znajdował się diagram przedstawiający układ płyt granitowych. Nazwy ośmiu nowożytnych języków zostały wypisane na dłuższych krawędziach wystających prostokątów, po jednej na każdej krawędzi. Zaczynając od północy i przesuwając się zgodnie z ruchem wskazówek zegara, tak aby górna krawędź północno-wschodniego prostokąta była wymieniona jako pierwsza, były to: angielski, hiszpański, suahili, hindi, hebrajski, arabski, chiński i rosyjski. Na dole, pośrodku tablicy, znajdował się tekst:

Dodatkowe informacje można uzyskać w Elberton Granite Museum & Exhibit

College Avenue

Elberton, Georgia

### Cechy astronomiczne
Cztery zewnętrzne kamienie ustawiono tak, aby oznaczały granice 18,6-letniego cyklu deklinacji księżyca. W środkowej kolumnie znajdował się otwór wywiercony pod kątem od jednej strony do drugiej, przez który można było zobaczyć Gwiazdę Polarną. W tym samym filarze wyrzeźbiono szczelinę, której położenie odpowiada przesileniom i równonocom słonecznym. Otwór wielkości 22 mm w kamieniu szczytowym pozwalał na przechodzenie promieni słonecznych w południe każdego dnia, oświetlając snop światła na środkowym kamieniu, wskazując dzień roku. Astronom z University of Georgia, Loris Magnani, określił te cechy jako „w najlepszym razie przeciętne” i uważa je za „to jak abakus w porównaniu z komputerem Stonehenge”.

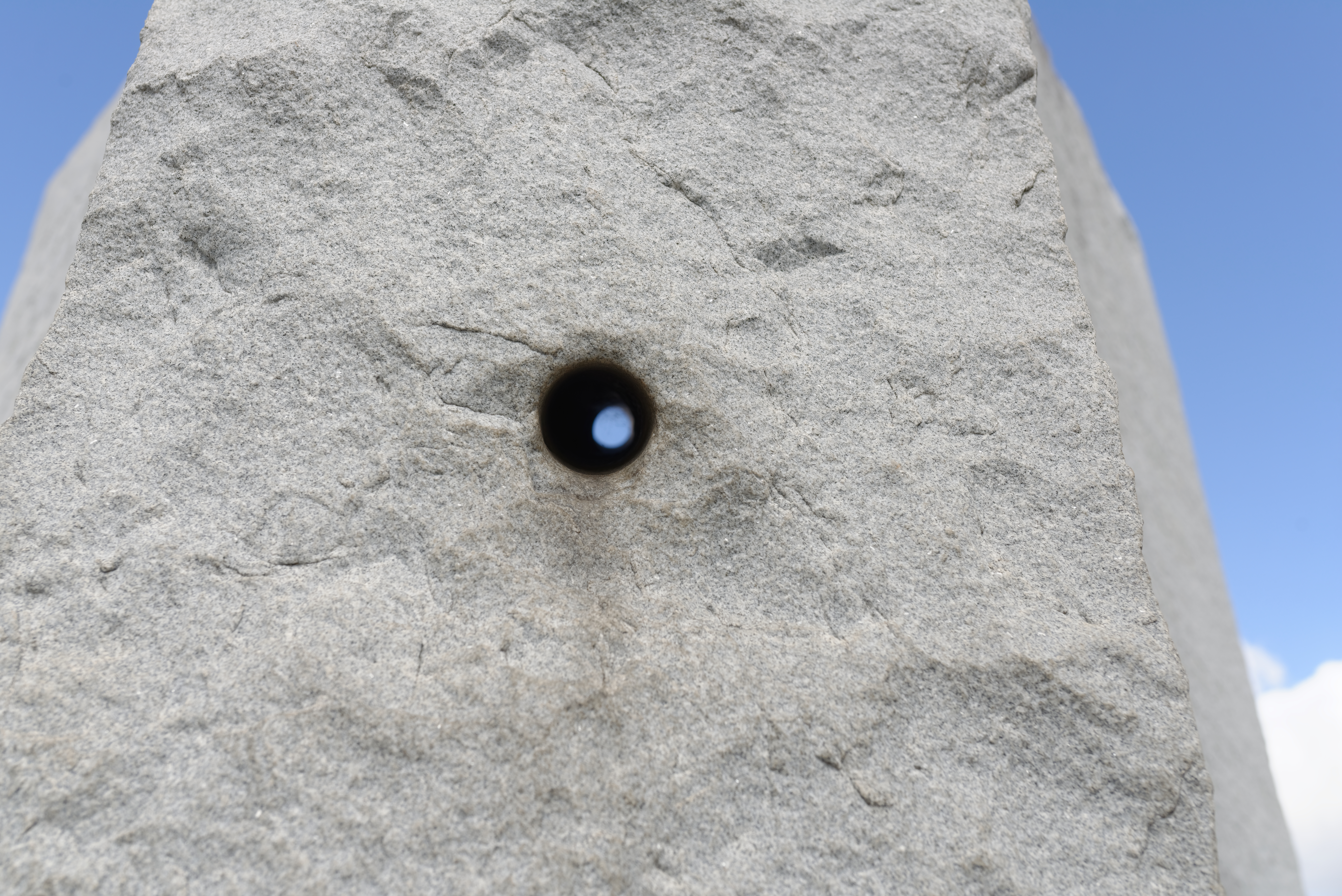
Otwór
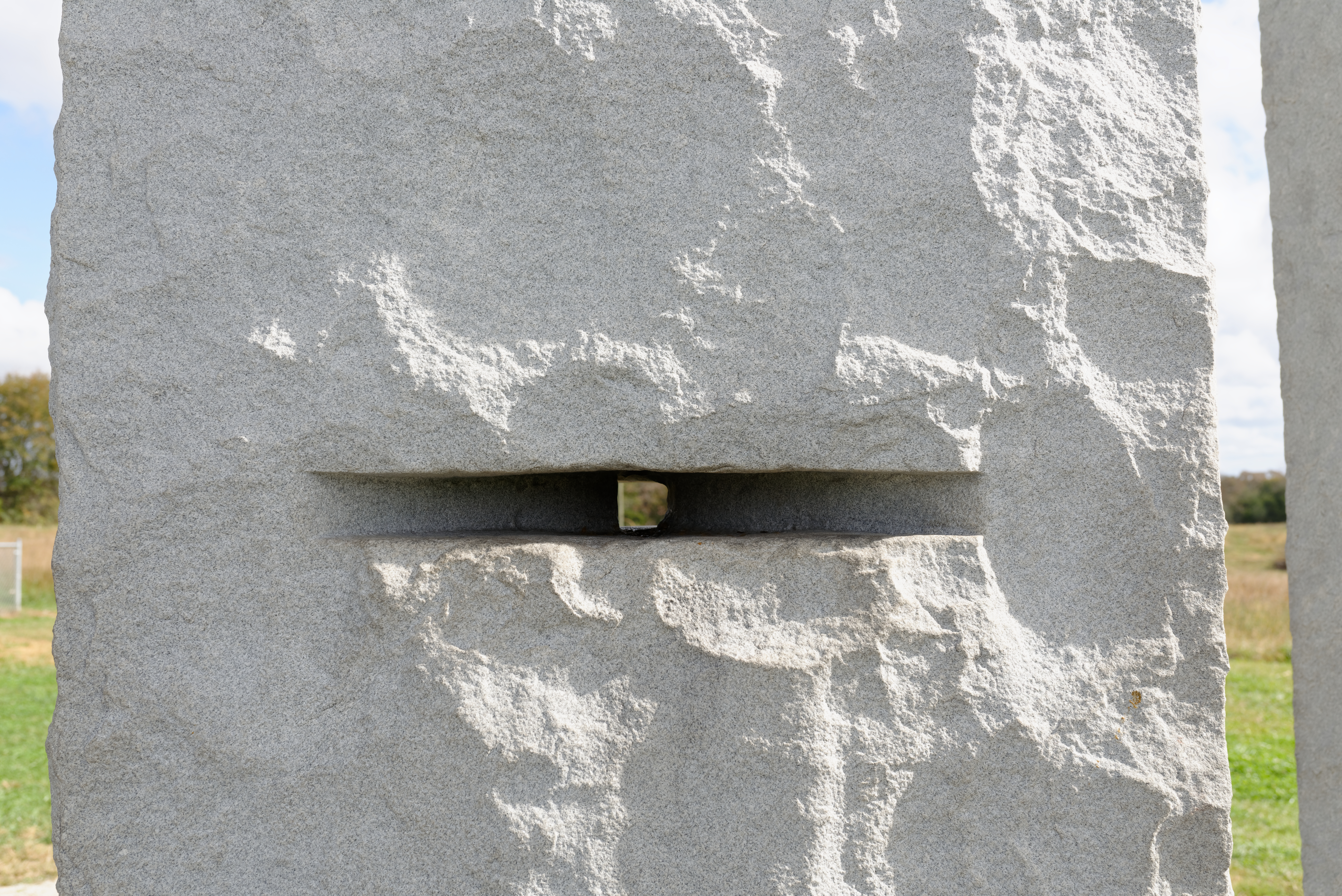
Szczelina

## Interpretacje
Podczas zlecania budowy kamieni przewodnich Christian opisał je jako przewodnik dla przyszłych pokoleń, który pomoże im zarządzać ograniczonymi zasobami, potencjalnie w obliczu wojny nuklearnej. Yoko Ono powiedziała, że wyryte wiadomości są „poruszającym wezwaniem do racjonalnego myślenia”. Jednakże inskrypcje na kamieniach informacyjnych oskarżano także o promowanie eugeniki i ludobójstwa.

### Teorie spiskowe
Kamienie przewodnie stały się przedmiotem zainteresowania zwolenników teorii spiskowych. Wired stwierdził, że nieokreśloni przeciwnicy nazwali je „Dziesięciu Przykazaniami Antychrysta”. Niektórzy konserwatywni chrześcijanie nazwali monument satanistycznym.
Prawicowy aktywista Mark Dice zażądał, aby kamienie pomocnicze „zostały rozbite na milion kawałków, a gruz wykorzystano do budowy”, twierdząc, że kamienie pomocnicze mają „głębokie satanistyczne pochodzenie” i że RC Christian należy do „lucyferiańskiego tajnego stowarzyszenia” związanego z Nowym Porządkiem Świata. Podczas odsłonięcia monumentu lokalny duchowny oświadczył, że jego zdaniem monument ten jest przeznaczony „dla czcicieli słońca, kultu i kultu diabła”.
Teoretyk spiskowy Jay Weidner stwierdził, że pseudonim człowieka, który zlecił wykonanie kamieni – „RC Christian” – przypomina Rose Cross Christian, czyli Christiana Rosenkreuza, założyciela Zakonu Różokrzyżowców. Inni, którzy zgadzają się z Weidnerem, wskazują na pierwszy manifest Różokrzyżowców, napisany w 1614 r., w którym stwierdzono: „Słowo RC powinno być ich pieczęcią, znakiem i charakterem”. Dostrzegają również podobieństwa pomiędzy napisem na zwieńczeniu a tytułem dzieła (różokrzyżowca) Thomasa Paine’a pt. Wiek rozumu.